# Soera De Uiteenscheuring
Soera De Uiteenscheuring is een soera van de Koran.
De soera is vernoemd naar de uiteenscheuring van de hemel op de Dag des oordeels in de eerste aya. De soera gaat in op deze laatste dag en ook op de bepaling van het oordeel.

## Handelingen
Bij recitatie van aya 21 wordt de sudjud, de nederwerping, verricht.